# 太田雄蔵
太田 雄蔵（おおた ゆうぞう、文化4年（1807年） - 安政3年3月20日（1856年4月24日））は、江戸時代の囲碁棋士。江戸生まれ、安井門下、七段上手。天保四傑と呼ばれる一人。幼名は川原卯之助、後に良輔、その後太田姓を名乗り、雄蔵とした。号は一石庵爛柯。気合いがよく華麗な碁と言われる。本因坊跡目秀策との三十番碁が著名。

## 経歴
江戸の商家に生まれる。「坐隠談叢」では横山町の商家、「白棋助左衛門手記」では本町の丁字屋という糸屋とされている。幼児から七世安井仙角仙知門下で学び、3歳下の安井算知 (俊哲)と競い合う。また八世安井知得仙知の二女を妻とした。天保4年(1833年)から8年にかけて、名古屋、京都、大阪、九州各地へ対局のために遠征。少年時代からこの時までの棋譜は、天保10年(1839年)から12年に『西征手談（上下巻）』として刊行した。天保9年(1838年)に六段。天保14年(1843年)に、既に七段であった本因坊跡目秀和との先合先白番でジゴとした碁は佳作として知られる。
嘉永元年(1848年)に、伊藤松和、林柏栄門入とともに七段に進む。七段になると剃髪して御城碁を勤め、扶持を受けるのが当時の通例であり、棋士の目標であったが、美男子であった雄蔵は剃髪を嫌ったとされ（「坐隠談叢」）、御城碁には出仕しないという異例の昇段となった。
伊藤松和、安井算知、太田雄蔵、阪口仙得の四人で「天保四傑」とよばれた。

### 対秀策三十番碁
秀策との初手合は、天保13年(1842年)秀策14歳二段、雄蔵36歳六段の時の二子局で、雄蔵勝ちだった。この後秀策とは互先になるまで50局ほどを打っている。
あるとき、碁好きの旗本赤井五郎作の家に雄蔵、算知、仙得、松和の四傑と服部一が集まり、秀策の話題となって現在かなうものはいないであろうと口々に言うのを、それまで秀策に互先で2勝2敗2打ち掛けだった雄蔵が同調できないと発言した。そこで五郎作が発起人となり、嘉永6年(1853年)に三十番碁が行われた。17局までで6勝10敗1ジゴとなり先相先に打ち込まれ、さらにここから1勝3敗1ジゴと追い込まれるが、雄蔵は絶妙の打ち回しで白番ジゴとし、この第23局で三十番碁は終了となった。
秀策はこの年に七段昇段し翌年昇段披露会を開き、雄蔵はその席上で松和と対局している（打ち掛け）。この後、越後遊歴に出て、安政3年(1856年)に高田の旅宿梶屋敷で客死、天保四傑では最も早く没した。
三十番碁の第23局、1853年（嘉永6年）11月5、28日 本因坊秀策(先番) - (先相先)太田雄蔵

左辺で競り合いが始まり、白1（62手目）から3と軽く進出。右辺白5と消して、双方に地が少なく細碁模様、中央白も9まで薄いが黒から厳しい手はない。白はその後も戦いながら薄みをシノギきり、終盤に左上でコウ材有利を見越して白A〜Eとコウを仕掛け、ついにジゴとした。黒に悪手らしい手は無いにもかかわらずジゴとしたことで、雄蔵の代表作とされ、秀策は「恐らくは太田氏畢生の傑局とならん」と評している。
また秀和とは互先から始まり、その後雄蔵先相先と定先を往復し、約140局が残されている。

## 評価
秀策は天保四傑のうちでは「雄蔵が芸、毫厘の力勝れり」（「囲碁見聞誌」）と高く評価しているが、阪口仙得には先相先のままなど、対戦成績ではそれほど好成績ではなかった。ただし22歳も年下で日の出の勢いの棋聖秀策に対し、初老に近い年齢の雄蔵が17局まで互先で持ちこたえて見せた実力は高く評価される。現代でも藤沢秀行など、好きな棋士として雄蔵の名を挙げる者は少なくない。
秀和とは140局近くの棋譜が残されている。高目、目外しを多用し、振り替わりの多いことで柔軟、華麗の印象を持たれている。
目外し定石の一つである、白A、黒B、白Cは、雄蔵が対秀策戦で打ち出したとされる。
```
┯┯┯┯┯┯┯┯┯┓
┼┼┼┼┼┼┼┼┼┨
┼┼┼┼┼●┼┼┼┨
╋┼┼┼┼┼・○┼┨
┼┼┼┼Ｃ┼Ａ┼┼┨
┼┼┼┼┼┼Ｂ●┼┨
┼┼┼┼┼┼┼┼┼┨
```

嘉永2年 秀策（先相先、先番）戦

## 著作
- 『西征手談（上下）』1839、41年（打碁集。囲碁名著選集6、池田書店　1979年として再刊）
- 『六石集』1846年（天保13年以降の打碁集）
- 『斧之柄伝記』（打碁集）